# Jean-Pierre Dumont
Jean-Pierre „J. P.“ Dumont (* 1. April 1978 in Montreal, Québec) ist ein ehemaliger kanadischer Eishockeyspieler, der im Verlauf seiner aktiven Karriere zwischen 1994 und 2012 unter anderem 873 Spiele für die Chicago Blackhawks, Buffalo Sabres und Nashville Predators in der National Hockey League auf der Position des rechten Flügelstürmers bestritten hat. Seinen größten Karriereerfolg feierte Dumont, der im NHL Entry Draft 1996 an der dritten Gesamtposition ausgewählt wurde, im Trikot der kanadischen Nationalmannschaft mit dem Gewinn der Goldmedaille bei der Weltmeisterschaft 2004.

## Karriere

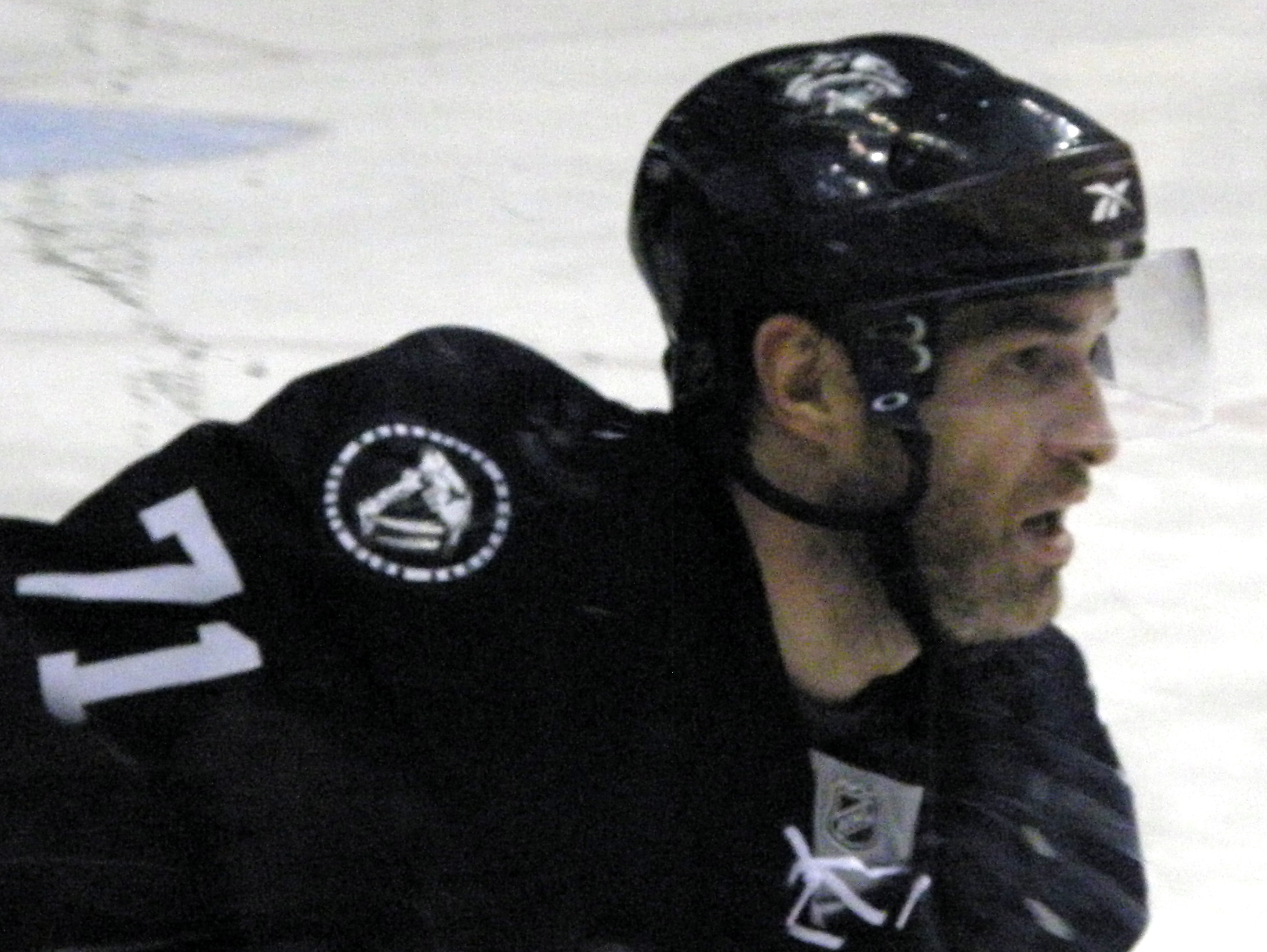
Dumont im Trikot der Nashville Predators

Dumont spielte während seiner Juniorenzeit für die Foreurs de Val-d’Or in der Ligue de hockey junior majeur du Québec. Beim NHL Entry Draft 1996 wurde der Flügelstürmer von den New York Islanders an der dritten Stelle gezogen. 1998 wurde er für Dmitri Nabokow und einen Draft-Pick zu den Chicago Blackhawks transferiert, bei denen er sein erstes NHL-Spiel absolvierte. In den zwei Jahren, in denen er für die Blackhawks aktiv war, schaffte er den Durchbruch nicht und spielte in dieser Zeit auch bei den Portland Pirates in der American Hockey League sowie den Chicago Wolves und Cleveland Lumberjacks in der International Hockey League.
Im März 2000 wurde er gemeinsam mit Doug Gilmour an die Buffalo Sabres abgegeben, im Gegenzug bekamen die Blackhawks den Tschechen Michal Grošek. Den Rest der Saison spielte er im AHL-Farmteam der Sabres bei den Rochester Americans. Mit guten Leistungen empfahl er sich für die Sabres und so spielte er erstmals in der Saison 2000/01 ausschließlich in der NHL. Mit seinen 51 Punkten war er der zweitbeste Scorer im Team und wurde im Laufe der Zeit zum Führungsspieler und, für kurze Zeit auch Mannschaftskapitän. Im Verlauf der Lockout-Saison war Dumont ab Februar 2005 für den SC Bern aus der Schweizer Nationalliga aktiv, für den er in 13 Partien neun Punkte erzielte.
Im August 2006 unterschrieb er einen Zwei-Jahres-Vertrag (2,25 Millionen US-Dollar pro Jahr) bei den Nashville Predators, nachdem die Buffalo Sabres seine Forderung nach einer Gehaltserhöhung abgelehnt hatten (2,9 Millionen US-Dollar pro Jahr). In seiner ersten Saison für die Predators war er mit 66 Punkten nach Paul Kariya der zweitbeste Scorer im Team. Nachdem Paul Kariya im Juli 2007 seinen Vertrag in Nashville nicht verlängerte, übernahm Dumont den Posten des Assistenzkapitäns von Paul Kariya. In der Saison 2007/08 war er mit 29 Toren und 72 Punkten jeweils der Top-Scorer im Team. Im Februar 2008 unterschrieb Dumont einen Vier-Jahres-Vertrag (4 Millionen US-Dollar pro Jahr) bei den Predators.
Im Juni 2011 bezahlten die Nashville Predators seinen noch ein Jahr laufenden Vertrag vorzeitig aus, wodurch der Kanadier als Free Agent verfügbar wurde. Rund vier Monate später erhielt Dumont einen Kontrakt beim SC Bern aus der National League A bis zum Saisonende 2011/12.

## Erfolge und Auszeichnungen
| - 1996 Trophée Michael Bossy - 1997 LHJMQ Second All-Star Team - 1998 Coupe-du-Président-Gewinn mit den Foreurs de Val-d’Or - 1998 Trophée Guy Lafleur | - 1999 Teilnahme am AHL All-Star Classic - 1999 NHL-Rookie des Monats April - 1999 AHL All-Rookie Team |

### International
- 2004 Goldmedaille bei der Weltmeisterschaft

## Karrierestatistik

### International
Vertrat Kanada bei:
- Junioren-Weltmeisterschaft 1998
- Weltmeisterschaft 2004

(Legende zur Spielerstatistik: Sp oder GP = absolvierte Spiele; T oder G = erzielte Tore; V oder A = erzielte Assists; Pkt oder Pts = erzielte Scorerpunkte; SM oder PIM = erhaltene Strafminuten; +/− = Plus/Minus-Bilanz; PP = erzielte Überzahltore; SH = erzielte Unterzahltore; GW = erzielte Siegtore; 1 Play-downs/Relegation; Kursiv: Statistik nicht vollständig)